# فارا ویلیامز
فارا تانیا فرانکی ویلیامز مرت ام بی ای (زادهٔ ۲۵ ژانویهٔ ۱۹۸۴) بازیکن فوتبال که پست وی هافبک است و برای باشگاه فوتبال زنان ردینگ در لیگ برتر زنان انگلیس بازی می‌کند. او به عنوان یکی از برترین گلزنان انگلیس به شمار می‌آید. از زمان اولین حضور خود در سال ۲۰۰۲ در رده بزرگسالان وی بیش از ۱۴۰ بازی ملی برای تیم انگلیس انجام داده است. ویلیامز در مسابقات فوتبال زنان اروپا ۲۰۰۵، مسابقات فوتبال زنان اروپا ۲۰۰۹ و مسابقات فوتبال زنان اروپا ۲۰۱۳ برای تیم انگلیس بازی کرده است. او همچنین در جام جهانی فوتبال زنان ۲۰۰۷، جام جهانی فوتبال زنان ۲۰۱۱ و جام جهانی فوتبال زنان ۲۰۱۵ همراه این تیم بوده است. ویلیامز همین‌طور برای تیم ملی فوتبال زنان بریتانیا کبیر جزو بازیکنان این تیم در مسابقات المپیک تابستانی ۲۰۱۲ بود.
فارا فوتبال باشگاهی را از تیم زنان چلسی آغاز کرد. سپس در سال ۲۰۰۱به تیم فوتبال زنان چارلتون رفت و تا سال ۲۰۰۴ که به تیم اورتون پیوست در این تیم باقی ماند. بعد از ۸ سال حضور در تیم اورتون در سال ۲۰۱۲ قراردادی با تیم لیورپول به امضا رساند. او در سال ۲۰۰۲ به عنوان بهترین بازیکن جوان زن فوتبال و در هر دو سال ۲۰۰۷ و ۲۰۰۹ به عنوان بهترین بازیکن بین‌المللی شناخته شد.